# 土屋昇平
土屋 昇平（つちや しょうへい、1979年6月6日 - ）は、ゲームミュージックを中心に活動している日本の作曲家、編曲家、サウンドディレクター。武蔵工業大学中退、バンタン電脳情報学院出身。

## 略歴
幼稚園の頃にピアノを習い、中学・高校とブラスバンド部に所属。同時期にエレクトリックベースを購入し、そこからジャコ・パストリアスに傾倒する。一浪して大学に進学したものの、進路を見出せず中退。その後、ゲーム音楽の作曲家を志し、専門学校に入学。音楽教育を受けていないことから、1日1曲ペースで作曲を重ねる修練に励み、在学中の1年間で300から400曲を作曲した。
2003年、フロム・ソフトウェア入社。デビュー作は『O・TO・GI 〜百鬼討伐絵巻〜』。以降『アーマード・コア ネクサス』や『METAL WOLF CHAOS』などに参加する。2008年8月、タイトーに中途入社し、ZUNTATAに参加。タイトーでの最初の作品は、メダルゲームの『ファンタジーコロシアム』。
2009年のPSP『ダライアスバースト』ではメインコンポーザーを務め、翌年のアーケードゲーム『ダライアスバースト アナザークロニクル』ではサウンドディレクションも担当する。2010年のアルバム『ダライアスバースト リミックス ワンダーワールド』では、アルバムディレクターとして多数のゲーム音楽作曲家に自ら呼びかけ、さらにリミックスする原曲のみならずリミックス後の曲名、2枚組CDそれぞれのアルバム名、収録曲順まで自身で指定してから各人に発注する、というこだわりを見せた。
2014年より開催されたゲーム音楽の見本市「東京ゲーム音楽ショー」では、初回より川口博史とトークステージのホストを担当。2017年に病気療養のため欠席したのを除き、毎年登壇している。
2016年2月24日、16年ぶりの“ZUNTATA RARE SELECTION”シリーズとなるソロアルバム『“SHOHEI TSUCHIYA” WORKS』を発売。2020年2月15日、ソロアルバム第2作『SHOHEI TSUCHIYA WORKS Vol.2』を発売。

## 人物
幼少よりコンシューマーゲーム好きで、プレイディアやPC-FX、バーチャルボーイといったマイナーなハードまで所持していた。一方で幼少時にアーケードゲームには触れておらず、そのためタイトーへの移籍や『ダライアスバースト』メインコンポーザーの担当においても、ZUNTATAやダライアスシリーズに対する予備知識はほとんどなかったという。
作曲においては偶然性を重視しており、そのあまりシンセサイザーの音色のパラメータすら保存しておらず、修正依頼には苦労するという。
タイトーが権利を保持する楽曲の使用許可申請制度の発起人でもある。
パニック障害の疾患を公表しており、ブログなどに闘病の経過を綴っている。

## 作品

### フロム・ソフトウェア作品
- O・TO・GI 〜百鬼討伐絵巻〜
- アーマードコア ネクサス
- 天誅 紅
- Another Century's Episode 2
- METAL WOLF CHAOS
- ADVENTURE PLAYER
- 【eM】-eNCHANT arM-

### タイトー作品
- ファンタジーコロシアム（メダルゲーム）
- スパイラルディーラー（メダルゲーム）
- みどりのおせわ（未発売）
- TOP SPEED（未発売）
- ダライアスバーストシリーズ
  - ダライアスバースト
  - ダライアスバースト アナザークロニクル
  - ダライアスバースト セカンドプロローグ
  - ダライアスバースト クロニクルセイバーズ
  - ダライアス コズミックコレクション（タイトル曲、メニュー曲）
  - ダライアスバースト アナザークロニクルEX+（新イベントモードBGM）
- ホーンテッド ミュージアムシリーズ
  - ホーンテッド ミュージアム
  - ホーンテッドミュージアムII ようこそ幻影遊園地へ
- ガイアアタック4
- ミュージックガンガン!シリーズ
  - ミュージックガンガン! 2
- モグってホレホレ（メダルゲーム）
- キックスルーレーサーズ
- 王の戦旗
- ZOMBIE CARNIVAL
- Drawin' Growin'
- 大富豪パーティー
- ミリオンナイツ
- ギャングコネクション
- エレベーターアクション デラックス
- エージェントエンジェルス
- あやかし陰陽録
- SHOGUN DEFENSE
- バーガーフェスタSP
- ポップタワー
- 平安武士の恋愛事情
- グルーヴコースターシリーズ
  - グルーヴコースター ゼロ
  - グルーヴコースター（アーケード版）
  - グルーヴコースター ワイワイパーティー!!!!
- リアル脱出ゲームシリーズ
  - 「伝説のゲームセンターからの脱出」
  - 「スパイ大戦からの脱出」
- LINEパズルボブル
- Wizrogue 〜Labyrinth of Wizardry〜
- LEFT 4 DEAD-生存者たち-
- ピリオドゼロ
- アルカノイドvsインベーダー（買い切り版追加楽曲）
- 電車でGO!!
- レイフォース（iOS/Android版 「Penetration of light into morality」）
- レイストーム（Android版、Amazonアプリストア版 限定特典「AQUARIUM -Underwater-」）
- スペースインベーダーエクストリーム for Steam
- スペースインベーダーGIGAMAX
- TAIYAKI－電ねこでGO！！－
- SPACE INVADERS PINBALL JAM
- クリムゾンクラン
- おまつりクエスト ヒッパレQ
- イーグレットツー ミニ（Menu BGM 3「NEWGEN」）

### 他社作品
いずれもタイトー入社後。
- DEMONS' SCORE（スクウェア・エニックス）
- ダークラビリンス（エイチーム）
- ドラゴンジェネシス（gumi）
- ノベルｘ謎解き 〜失われた歌声〜（M K ASSOCIATES）
- ルミナスハーツ（エイタロウソフト）
- ゴシップライター 〜消えたアイドルを救え！〜（ボルテージ）
- ファントム オブ キル（Fuji&gumi Games）
- 大乱闘スマッシュブラザーズ for Nintendo 3DS / Wii U（任天堂）
  - 「かっぺいの歌（出典：とびだせ どうぶつの森）」アレンジ提供
- 蒼海の武装商船（プライヴァティア）（アピリッツ）
- ビッグバンギャラクシー（エイチーム）
- かくりよの門（アピリッツ）
- LINE 三国志ブレイブ（gumi）
- レーシング娘。（DMM.com）
- アリス・ギア・アイギス（コロプラ）
- 大乱闘スマッシュブラザーズ SPECIAL（任天堂）
  - 「Splattack!（出典：スプラトゥーン）」アレンジ提供
- ザンビ THE GAME（gumi）
- 錬神のアストラル（エヌ・シー・ジャパン）

### その他
- 闘神祭2019（オープニングムービー楽曲、効果音など）
- Audiostock
  - 「Walk in slow」「Thunder and Ocean」「Standing in the lake」「Seeds」「Notice」「Muse about」「Memories」「Escape」「Encounter」「Deep sea」提供

### CD・配信
前述ゲーム作品のサウンドトラックは除く。
- CD『ダライアスバースト リミックス ワンダーワールド』
  - アルバムディレクションを担当
  - 「残骸の中静かに眠る（原曲：Hello 31337）」、「淡々ト敵ヲ撃破（原曲：Hinder Two）」リミックス
  - 「The world of spirit Type zero (for A ZONE)」作曲
- CD『Soil』
  - Key『Rewrite』初回限定版の特典アレンジアルバム
  - 「綿帽子」アレンジ
- CD『スーパーレアトラックス The LAND of RISING SUN』／ゲ音団
  - 「Rejected 2003」作曲
- CD『COZMO 〜ZUNTATA 25th Anniversary〜』
  - 「World collapse」作曲
- CD『すばらしきこのせかい Crossover 〜 Tribute』
  - 「Make or Break remix for qanchis」リミックス
- CD『GAME MUSIC PRAYER』
  - 「何もない」作曲
- CD『GAME MUSIC PRAYER II』
  - 「Your Own Pace」作曲
- CD『ザ・レジェンドアーチスト お宝発見！』 
  - 「ムジナ」作曲
- CD『モンスターハンター10周年 コンピレーション・アルバム【トリビュート】』
  - 「深い森の幻影／オオナズチ」アレンジ提供
- CD『Hiro 30th Anniversary Album Thank you for listening!』
  - セガのサウンドコンポーザー、Hiroのセガ入社30周年記念アルバム
  - 「sleeper（クラッキンDJ PART2より）」アレンジ提供
- CD・配信『ZUNTATA RARE SELECTION “SHOHEI TSUCHIYA” WORKS』
  - 自身初のソロアルバム。『ゴシップライター 〜消えたアイドルを救え！〜』『Wizrogue 〜Labyrinth of Wizardry〜』『エレベーターアクション デラックス』（CDのみ）を収録
  - 『グルーヴコースター3 リンクフィーバー』より「Smash a mirror」を先行収録
  - アルバム書き下ろしオリジナル曲「Bass on Bass」収録
- CD『ファイナルファンタジー レコードキーパー オリジナル・サウンドトラック』
  - 「クレイジーモーターサイクル FFRK Ver. arrange from FFVII」アレンジ提供
- CD『DARIUS THE OMNIBUS II －群像－』
  - Nintendo Switch用ソフト『ダライアス コズミックコレクション』特装版同梱特典CD
  - 「DARIUS FORCE OF NATURE」（『ダライアスフォース』楽曲「DARIUS FORCE」アレンジ）提供
- CD『GAME MUSIC PRAYER 4』
  - 「botsu2016」作曲
- 配信『SHOHEI TSUCHIYA WORKS Vol.2』
  - ソロアルバム第2作。『ダライアス コズミックコレクション』『スペースインベーダーGIGAMAX』『クリムゾンクラン』『おまつりクエスト ヒッパレQ』を収録